# Stazione di Tronzano
La stazione di Tronzano è una fermata ferroviaria della linea Torino-Milano al servizio dell'omonimo comune.

## Storia
L'impianto risulta attivato dal 20 ottobre 1856, in concomitanza all'attivazione del tronco Torino-Novara.
A seguito della statizzazione delle ferrovie, tra il 1905 e il 1906, la linea venne incorporata nella rete statale e l'esercizio degli impianti fu assunto dalle Ferrovie dello Stato.
Dal 2001 la gestione dell'intera linea, e con essa quella della fermata di Tronzano, passò in carico a Rete Ferroviaria Italiana la quale ai fini commerciali classifica l'impianto nella categoria "Bronze".

## Strutture e impianti
La fermata è dotata soltanto dei 2 binari di corsa della linea ferroviaria, il cui utilizzo è basato sul senso di marcia dei treni, in vigore sulla ferrovia. Sul primo binario circolano i treni in senso di marcia verso Torino e sul secondo quelli verso Milano.
I due binari sono entrambe provvisti di banchina e collegati da un sottopassaggio. I due binari dispongono anche di una piccola pensilina in plastica e di una panchina in legno. La pensilina del binario 1 dopo l'ennesimo episodio di vandalismo è stata in parte scoperchiata mentre quella del binario 2 è ancora integra.
Le principali destinazioni dei treni che effettuano servizio in questa stazione sono Vercelli, Novara e Chivasso anche se non mancano alcuni collegamenti, durante le fasce pendolari, diretti a Milano e Torino.
Il fabbricato viaggiatori della stazione si compone di due piani anche se soltanto parte del piano terra è fruibile da parte dei viaggiatori.
È presente una sala d'attesa dove è collocata la biglietteria automatica, fuori servizio, e un monitor che visualizza il numero del binario del treno e gli eventuali ritardi.
La stazione ha anche uno scalo merci da molto tempo non più utilizzato. Anche le condizioni del magazzino merci non sono delle migliori: a causa dell'assente manutenzione le pareti e la travi del fabbricato stanno ammuffendo ciò comporterà nel breve periodo un cedimento del tetto stesso. 
I binari che prima garantivano l'accesso allo scalo oggi sono ricoperti di terra e non più utilizzabili.

## Movimento
La fermata è servita da treni regionali della tratta Novara-Ivrea svolti da Trenitalia nell'ambito del contratto di servizio stipulato con la Regione Piemonte.

## Servizi
La fermata, classificata da RFI nella categoria "Bronze" è dotata di pannelli informativi audio per le partenze dei treni. Essa dispone di:
- Sala d'attesa